# 浦金耶纖維
浦金耶纖維或譯浦肯野纤维，位於心臟的心室內壁，在心內膜下方的一个称为心内膜下（subendocardium）的空间。浦金耶纖維是由电可兴奋细胞（electrically excitable cell）组成的特殊导电纤维。
浦金耶纖維是由比一般心肌細胞大的特化心肌細胞所組成的導電纖維，可傳導生理上的電位訊號並刺激心臟以協調的方式收縮運作，
浦金耶纖維含比較少的肌原纖維和大量的線粒體，它能夠比心臟中的任何其他細胞更快速和有效地傳導心臟動作電位。 浦金耶纖維讓心臟傳導系統產生與心室的同步收縮，因此對於保持一致的心律很重要。捷克生理学家浦肯野于1839年发现该纤维，故命名。
1. ↑  .   [2024-02-20]. （原始内容存档于2024-07-24）.
2. ↑  .   [2024-02-20]. （原始内容存档于2024-02-20）.
3. ↑  Feher, Joseph, Feher, Joseph , 编, , Quantitative Human Physiology (Boston: Academic Press), 2012-01-01: 458–466  [2020-11-13], ISBN 978-0-12-382163-8, doi:10.1016/b978-0-12-382163-8.00049-9, （原始内容存档于2022-04-23） （英语）
4. ↑  Stocum, David L., Stocum, David L. , 编, , Regenerative Biology and Medicine (Second Edition) (San Diego: Academic Press), 2012-01-01: 161–182  [2020-11-13], ISBN 978-0-12-384860-4, doi:10.1016/b978-0-12-384860-4.00007-1, （原始内容存档于2022-04-23） （英语）